# Bezdružice
Bezdružice (in tedesco Weseritz) è una città della Repubblica Ceca facente parte del distretto di Tachov, nella regione di Plzeň.